# Даль, Кристиан Йохан
Кристиан Йохан Даль (латыш. Kristiāns Johans Dāls; 19 апреля 1839, Ревель — 27 августа 1904, Либава, Российская империя) — российский полярный исследователь, капитан дальнего плавания. Титулярный советник.

## Биография
Родился в шведской семье корабельного плотника. Окончил гимназию, в 1857 — морское училище.
С 1853 года служил на кораблях. Был рулевым, капитаном эстонского парусного судна. С 1866 — капитан дальнего плавания.
В 1864 году основал первое в Латвии рижское навигационное училище. Был преподавателем, позже директором училища.
В 1876—1877 годы возглавил арктическую экспедицию по изучению устья Обской губы. Из устья Оби дошёл до Тобольска (1877), обнаружил торговый путь из Западной Европы (Северное море) в Сибирь.
С 1893 по 1904 год был начальником военно-морского училища в Лиепае.
Написал несколько работ. 
Награждён орденами Российской империи.
Похоронен в Лиепая на Северном кладбище.

## Память
- Именем Кристиана Даля названа улица в Лиепая и гидрографический корабль «Кристиан Даль».
- В 2002 году почта Латвии выпустила марку, посвящённую К. Далю.